# 沙锅屯石塔
沙锅屯石塔位于中国辽宁省葫芦岛市南票区沙锅屯乡砂锅屯村东部，2013年被列为第七批全国重点文物保护单位。
沙锅屯石塔建于金泰和六年（1206年），高约五米，平面六角，五层塔檐，实心，密檐式，石构。